# 弗兰克·隆梅尔
弗兰克·隆梅尔（德語：Frank Rommel，1984年7月30日—），德国男子钢架雪车运动员。他曾代表德国参加国际雪车联合会世界锦标赛，获得一枚金牌、四枚银牌和二枚铜牌。他也曾参加2006年、2010年和2014年冬季奥运会。